# Grofija Egmont
Gospostvo in kasneje grofija Egmont v bližini Egmonda v Severni Holandiji je dedna posest plemiške rodbine Egmont. Izvor tega je bilo v dejstvu, da so člani plemiške rodbine Egmont delovali kot advokati (skrbniki) opatije Egmond. Beerwout I. Egmontski je kot skrbnik ali advokat opatije Egmond opatu Štefanu Gendtu, obljubil, da se bo pridružil prvi križarski vojni , da bi se spokoril svojih grehov in grehov svojih prednikov. Ob vrnitvi okoli leta 1100 mu je opat dal v zakup šest delov desetine v gospostvu in pisno zapisano pravico do dedovanja tega dela desetine. Kot gospodje Egmonta so bili fevdalno podložni opatiji Egmond.
Poleti 1283 je holandski grof Floris V. razglasil gospostvo Egmont za svobodno fevdno visoko gospostvo. To je pomenilo, da je Viljem II. Egmontski postal fevdnik ali vazal  grofa Holandije in ne več opatije Egmont.
Leta 1486 je bil Janez III. Egmontski povzdignjen v grofa Egmontskega. To je pomenilo, da od tega trenutka gospodje Egmontski niso bili več vazali holandskega grofa, ampak so kot cesarski grofje bili podložni neposredno cesarju Svetega rimskega cesarstva. Območje je vključevalo župnijo Egmond z gradom Egmond (op den Hoef) in njegovim dvorom v Rinnegomu. Potem ko je bil Lamoraal Egmontski obglavljen na  Velikem trgu v Bruslju leta 1568, je njegovo posest zaplenil španski kralj Filip II.. Imetje je bilo vrnjeno njegovemu sinu Filipu Egmontskemu. Leta 1573 je bil grad požgan na ukaz Viljema Oranskega, potem pa od posesti ni ostalo veliko. Leta 1619 je Karel II. Egmontski prodal svoje pravice do grofije Deželnim stanovom Holandije. Nekaj let kasneje so bile gosposke pravice prodane drugi veji Egmontskih, ki so ohranili spomin s prezidavo dveh grajskih stolpov. Te so okoli leta 1798 porušili.